# Équipe du Canada féminine de hockey sur glace aux Jeux olympiques de 2010
 (janvier 2025).
L'Équipe du Canada féminine de hockey sur glace remporte la médaille d'or aux Jeux olympiques d'hiver de 2010.

## Contexte
Les Jeux olympiques d'hiver 2010 se tiennent du 12 février 2010 au 28 février 2010 à Vancouver, dans la province de la Colombie-Britannique au Canada.

## Alignement

### Joueuses
| Numéro | Nom                  | Position   | Date de naissance | Équipe                       | PJ | B | A | Pts | Pun | Participation |
| ------ | -------------------- | ---------- | ----------------- | ---------------------------- | -- | - | - | --- | --- | ------------- |
| 2      | Agosta, Meghan       | Attaquante | 12 février 1987   | Lakers de Mercyhurst         | 5  | 9 | 6 | 15  | 2   | 2e            |
| 3      | MacLeod, Carla       | Défenseur  | 16 juin 1982      | Oval X-Treme de Calgary      | 5  | 2 | 3 | 5   | 2   | 2e            |
| 4      | Kellar, Becky        | Défenseur  | 1er janvier 1975  | Barracudas de Burlington     | 5  | 0 | 4 | 4   | 6   | 4e            |
| 5      | Sostorics, Colleen   | Défenseur  | 17 décembre 1979  | Oval X-Treme de Calgary      | 5  | 1 | 5 | 6   | 2   | 3e            |
| 6      | Johnston, Rebecca    | Attaquante | 24 septembre 1989 | Big Red de Cornell           | 5  | 1 | 5 | 6   | 2   | 1re           |
| 7      | Piper, Cherie        | Attaquante | 29 juin 1981      | Oval X-Treme de Calgary      | 5  | 5 | 5 | 10  | 0   | 3e            |
| 10     | Apps, Gillian        | Attaquante | 2 novembre 1983   | Thunder de Brampton          | 5  | 3 | 4 | 7   | 2   | 2e            |
| 12     | Mikkelson, Meaghan   | Défenseur  | 4 janvier 1985    | Chimos d'Edmonton            | 5  | 0 | 0 | 0   | 2   | 1re           |
| 13     | Ouellette, Caroline  | Attaquante | 25 mai 1979       | Stars de Montréal            | 5  | 2 | 9 | 11  | 2   | 3e            |
| 16     | Hefford, Jayna       | Attaquante | 14 mai 1977       | Thunder de Brampton          | 5  | 5 | 7 | 12  | 8   | 4e            |
| 17     | Botterill, Jennifer  | Attaquante | 1er mai 1979      | Chiefs de Mississaugua       | 5  | 0 | 2 | 2   | 0   | 4e            |
| 18     | Ward, Catherine      | Défenseur  | 27 février 1987   | Marlets de McGill            | 5  | 2 | 2 | 4   | 4   | 1re           |
| 21     | Irwin, Haley         | Attaquante | 6 juin 1988       | Bulldogs du Minnesota-Duluth | 5  | 4 | 1 | 5   | 4   | 1re           |
| 22     | Wickenheiser, Hayley | Attaquante | 12 août 1978      | Linden hockey                | 5  | 2 | 9 | 11  | 0   | 4e            |
| 25     | Bonhomme, Tessa      | Défenseur  | 23 juillet 1985   | Oval X-Treme de Calgary      | 5  | 2 | 2 | 4   | 0   | 1re           |
| 26     | Vaillancourt, Sarah  | Attaquante | 26 novembre 1981  | Crimson d'Harvard            | 5  | 3 | 5 | 8   | 6   | 2e            |
| 27     | Kingsbury, Gina      | Attaquante | 26 novembre 1981  | Oval X-Treme de Calgary      | 5  | 2 | 1 | 3   | 6   | 2e            |
| 29     | Poulin, Marie-Philip | Attaquante | 7 octobre 1990    | Stars de Montréal            | 5  | 5 | 2 | 7   | 2   | 1re           |

### Gardiennes de but
| Numéro | Nom               | Date de naissance | Équipe            | PJ | V | D | Min | BC | Moy  | Bl | A | Pts | Pun | Participation |
| ------ | ----------------- | ----------------- | ----------------- | -- | - | - | --- | -- | ---- | -- | - | --- | --- | ------------- |
| 1      | Szabados, Shannon | 6 août 1986       | Grant de MacEwan  | 3  | 3 | 0 | 180 | 1  | 0,33 | 2  | 0 | 0   | 0   | 1re           |
| 32     | Labonté, Charline | 15 octobre 1982   | Marlets de McGill | 1  | 0 | 0 | 20  | 1  | 3,00 | 0  | 0 | 0   | 0   | 2e            |
| 33     | Saint-Pierre, Kim | 14 décembre 1978  | Stars de Montréal | 2  | 2 | 0 | 120 | 2  | 0,00 | 1  | 0 | 0   | 0   | 3e            |

### Entraîneurs
| Poste                | Nom              | Équipe        |
| -------------------- | ---------------- | ------------- |
| Entraîneur-chef      | Davidson, Melody | Hockey Canada |
| Assistant entraîneur | Lidster, Doug    | Hockey Canada |
| Assistant entraîneur | Smith, Peter     | Hockey Canada |

## Résultats
- Classement final au terme du tournoi[1] :  Médaille d'or
- Meghan Agosta est nommée meilleure attaquante ainsi que joueuse la plus utile à son équipe lors du tournoi – MVP tandis que Shannon Szabados est nommée meilleure gardienne de but[2]